# Cara Feain-Ryan
Cara Feain-Ryan (* 5. Februar 1999 in Crows Nest, New South Wales) ist eine australische Leichtathletin, die sich auf den Hindernislauf spezialisiert hat.

## Sportliche Laufbahn
Erste internationale Erfahrungen sammelte Cara Feain-Ryan im Jahr 2022, als sie bei den Ozeanienmeisterschaften in Mackay in 9:57,67 min die Silbermedaille über 3000 m Hindernis hinter ihrer Landsfrau Brielle Erbacher gewann. Anschließend schied sie bei den Weltmeisterschaften in Eugene mit 9:43,41 min im Vorlauf aus. Im Jahr darauf siegte sie in 9:38,44 min beim Brisbane Track Classic sowie in 9:46,02 min bei den World University Games in Chengdu. Zudem verpasste sie bei den Weltmeisterschaften in Budapest mit 9:29,60 min den Finaleinzug. 2024 gewann sie bei den Ozeanienmeisterschaften in Suva in 9:48,45 min die Silbermedaille hinter ihrer Landsfrau Amy Cashin und im August kam sie bei den Olympischen Sommerspielen in Paris mit 9:28,72 min nicht über den Vorlauf hinaus.
2023 wurde Feain-Ryan australische Meisterin im 3000-Meter-Hindernislauf. Ihr Cousin ist der Ruderer Matt Ryan.

## Persönliche Bestleistungen
- 3000 Meter: 9:00,94 min, 23. März 2024 in Sydney
- 2000 m Hindernis: 6:09,50 min, 23. Juni 2024 in Posen
- 3000 m Hindernis: 9:28,72 min, 4. August 2024 in Paris